# Lepisiota melanogaster
Lepisiota melanogaster är en myrart som först beskrevs av Carlo Emery 1915.  Lepisiota melanogaster ingår i släktet Lepisiota och familjen myror. Inga underarter finns listade i Catalogue of Life.